# Ashburton
Ashburton é uma cidade no extremo sul-sudeste de Dartmoor, em Devon, Inglaterra, adjacente à A38 . A cidade fica a 20 milhas (32 km) a nordeste de Plymouth e 17 milhas (27 km) a sudoeste de Exeter.
Antigamente, era importante como um centro administrativo para a mineração de estanho. Ashburton possui dois pubs no centro da cidade e seis restaurantes/cafés. A cidade também faz parte do distrito eleitoral de Ashburton e Buckfastleigh, cuja população, no censo de 2011, era de 7.718 habitantes.

## História
O nome da cidade deriva do inglês antigo æsc-burna-tun, que significa 'fazenda/povoado com um riacho frequentado por freixos'.
O nome está registrado no Domesday Book (1086) como Essebretone . Ashburton era então a principal cidade da Paróquia de Ashburton, em Teignbridge Hundred. Durante a Guerra Civil Inglesa, Ashburton foi um refúgio temporário para as tropas realistas em fuga após a derrota para General Fairfax na vizinha Bovey Tracey.[carece de fontes?]
Ashburton costumava ser famosa por uma bebida conhecida como Ashburton Pop, possivelmente um tipo de champanhe.
O Carnaval de Ashburton é um dos mais antigos, possivelmente o mais antigo, ainda existente em Devon. Registros escritos datam de 1891, mas acredita-se que tenha sido iniciado em meados da década de 1880 para arrecadar fundos para um novo hospital.[carece de fontes?]